# Zamora, Spania
Zamora este un oraș și municipiu din Spania, situat în comunitatea autonomă Castilia și León. Este capitala provinciei Zamora. Orașul se află pe malurile râului Duero. În localitate sunt construite 24 de biserici în stil romanic caracteristic din secolele al XII-lea și al XIII-lea, astfel că orașul a fost numit „muzeu de artă romanică”. Zamora este orașul cu cele mai multe biserici romanice din toată Europa. Cea mai importantă sărbătoare din Zamora este Săptămâna Mare.
Zamora face parte din comarca Tierra del Pan.

## Personalități născute aici
- Ordono al III-lea de Leon (925 - 956), rege al regatului León;
- Sancho al II-lea al Leonului și Castiliei (1036 - 1072), rege al Castiliei, Galiciei și al Leonului;
- Garcia al II-lea al Galiciei  (1042 - 1090), rege al Galiciei și al Portugaliei;
- Alfonso al IX-lea al Leonului (1171 - 1230), rege al Leonului și Galiciei;
- Ferdinand al III-lea de Castilia (1199 - 1252), rege al Castiliei;
- Leopoldo Alas y Ureña (1852 - 1901), scriitor.